# 华为云
华为云成立于2011年，是华为公司旗下的云计算平台，提供弹性云服务器、对象存储服务、云数据库、网络、数据分析、机器学习、软件开发云等云计算服务，在北京、深圳、南京、美国等多地设立有研发和运营机构。

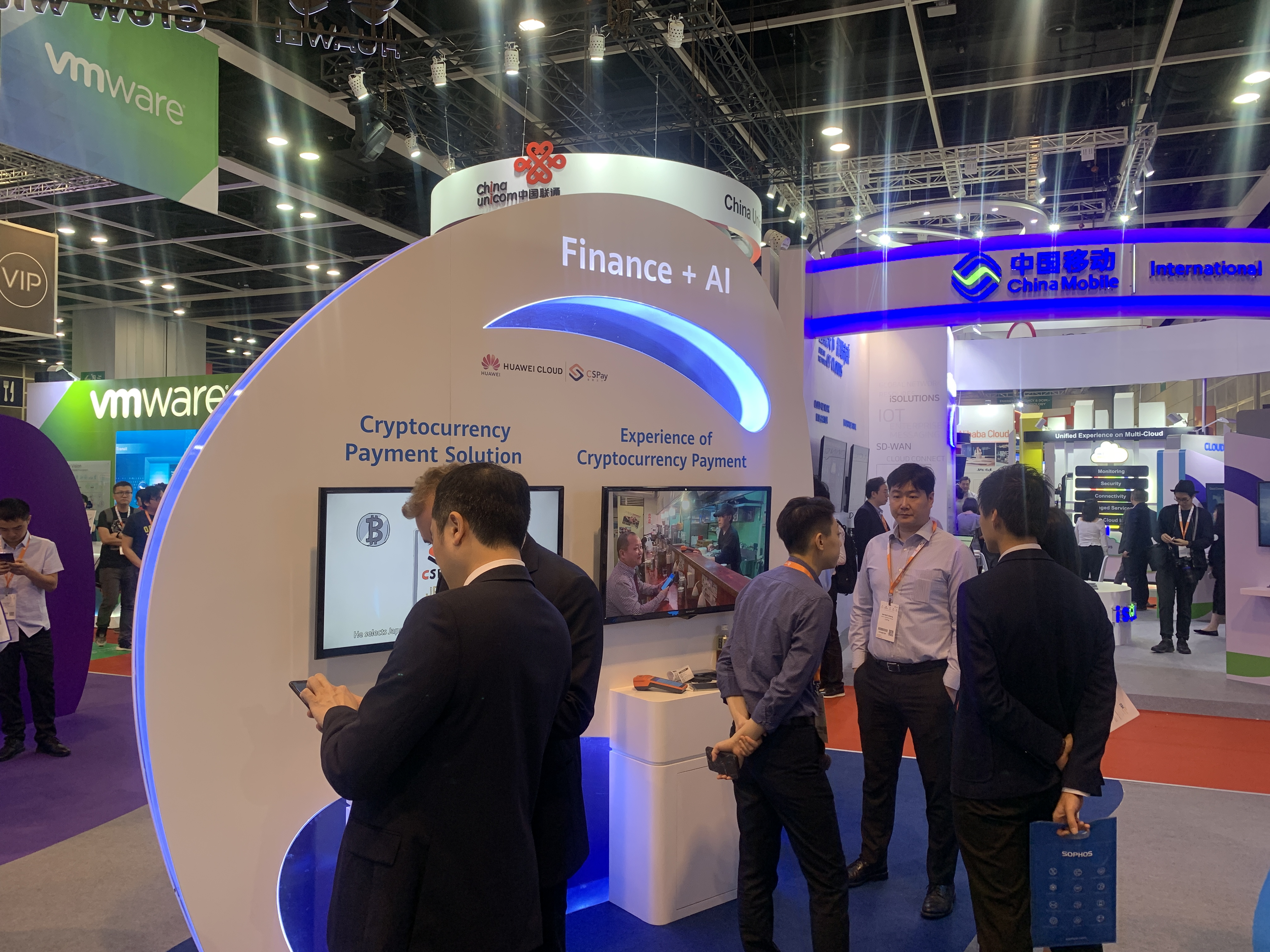
香港華為雲展

截止到2021年5月，华为云提供超过 200 多种云服务产品，其中华为云服务器 （Huwei Cloud ECS）、华为云对象存储 （Huawei Cloud OBS）、Huawei Cloud CDN 等等是使用量最大的服务。华为云在全球的 23 个区域和国家，建立了 45 个数据中心，2500 多个 CDN 节点。
根據高德納諮詢公司的報告，华为云於2021年全球云计算市场占4.61%的份額，排名第五。而在亞太雲計算市場則佔11.98%，排名第四。

## 數據中心
- 中国大陆地域：北京、上海、貴陽、廣州、深圳、大連
- 国际地域：香港、新加坡、曼谷、莫斯科、柏林、巴黎、法兰克福、阿姆斯特丹、約翰內斯堡、墨西哥城、利馬、聖保羅、聖地牙哥、布宜諾斯艾利斯 [2]

## 外部連結
- 華為雲（页面存档备份，存于）（中文）
- Huawei Cloud（页面存档备份，存于）（英文）